# Els anys salvatges
Els anys salvatges és un documental estrenat l'any 2014 dirigit per Ventura Durall sobre la pobresa infantil a Addis Abeba, la capital d'Etiòpia.
Va ser premiat al Festival de TV de Shangai del 2014 a la millor fotografia.

## Argument
A Addis Abeba, la capital etíop, més de 270.000 nens del carrer viuen sense família, pràcticament oblidats per les lleis i la societat. Daniel, de nou anys, és un d'aquests nois que arriben del camp a la ciutat. Allà coneix Habtom i Yohannes, tots dos de dotze anys, que viuen en un cotxe abandonat. En un primer moment, no el volen acceptar en el seu grup, però després de superar algunes tensions inicials, finalment es fan amics. Junts, comparteixen la dura vida del carrer portant una existència d'adults –encara sent nens–, però com són llestos i enginyosos aconsegueixen sobreviure a la ciutat lladregejant.
Un any més tard, quan la nostàlgia, el sentiment de responsabilitat i els problemes relacionats amb la colla rival del barri arriben a límits difícilment suportables decideixen tornar als seus pobles d'origen per retrobar-se amb les seves famílies de les que es van escapar molts anys enrere. Com còdols que roden arrossegats pel corrent, inicien un viatge cap al nord del vast i desconegut país, amb autobús, en vaixell, a peu i en autoestop. Durant el viatge, els protagonistes coneixen una noia que viatja també per reunir-se amb la seva família. Junts, comparteixen uns dies d'amistat i complicitat. No obstant això, les tensions sexuals entre la nena i ambdós nens aviat es emergeixen. Ella els exposa els seus punts de vista sobre el seu estil de vida i els qüestiona els valors als quals els nois s'han anat acostumant sense gairebé plantejar-se'ls. Finalment la situació es torna insuportable i la nena decideix separar-se dels nois i seguir pel seu compte. Mentrestant, es descobreix la personalitat de Daniel i les seves arestes més complexes i fosques: confessa haver matat la seva madrastra i que aquesta és la veritable raó per la qual està fugint d'Addis Abeba.

## Producció
- Els anys salvatges està produït per la productora Nanouk Films i coproduït per TV3 (Catalunya).

## Reconeixements i guardons
Premis
- 2014: Shanghai TV Festival - Millor cinematografia[1]

Nominacions
- 2015: Gaudí a la millor pel·lícula documental[3]
- 2015: Gaudí a la millor música original per Diego Pedragosa i Sergi Cameron[4]

Seleccions destacades
- IDFA (International Documentary Festival of Amsterdam) - Secció oficial (Premiere mundial)[5]
- Festival de cine español de Málaga 2014 - Secció oficial
- Budapest International Film Festival 2014 - Secció oficial
- Amsterdam International Documentary Film Festival 2013[6]
- Documentamadrid 2014 - Panorama del documental espanyol
- Festival de Cinema d'Autor 2014 - Autoria catalana
- Mediteran Film Festival Bosnia 2014 - Secció oficial
- Festival Internacional de Cinema en Català Roda de Berà 2014 - Secció oficial
- Documentary Edge Festival New Zeland 2014 - Secció oficial
- Festival Internacional de Cine Político de Buenos Aires 2014 - Foco internacional
- United Nations Association Film Festival San Francisco 2014 - Secció oficial
- Vancouver International Film Festival 2014 - Nonfiction Features[6]